# Love and Other Drugs
Love and Other Drugs er en romantisk komedie fra 2010, der er skrevet og instrueret af Edward Zwick og baseret på den ikke-fiktive roman Hard Sell: The Evolution of a Viagra Salesman af Jamie Reidy. Medvirkende i filmen er Jake Gyllenhaal og Anne Hathaway, som tidligere har arbejdet sammen under filmen Brokeback Mountain. Filmen havde premiere i USA i november 2010 og premiere i Danmark i januar 2011.

## Cast
- Jake Gyllenhaal som Jamie Randall
- Anne Hathaway som Maggie Murdock
- Oliver Platt som Bruce Jackson
- Hank Azaria som Dr. Knight
- Josh Gad som Josh Randall
- Judy Greer som Cindy
- Gabriel Macht som Trey Hannigan
- George Segal som Dr. James Randall
- Jill Clayburgh som Nancy Randall
- Katheryn Winnick som Lisa
- Nikki DeLoach som Christy

## Eksterne Henvisninger
- Love and Other Drugs på Internet Movie Database (engelsk)
- Love and Other Drugs på Filmdatabasen
- Love and Other Drugs på Scope
- Love and Other Drugs i Svensk Filmdatabas (svensk)
- Love and Other Drugs i Svensk mediedatabas (svensk)
- Love and Other Drugs på AlloCiné (fransk)
- Love and Other Drugs på MovieMeter (nederlandsk)
- Love and Other Drugs på AllMovie (engelsk)
- Love and Other Drugs hos American Film Institute (engelsk)
- Love and Other Drugs på Turner Classic Movies (engelsk)